# Museo de Arte Latinoamericano de Buenos Aires

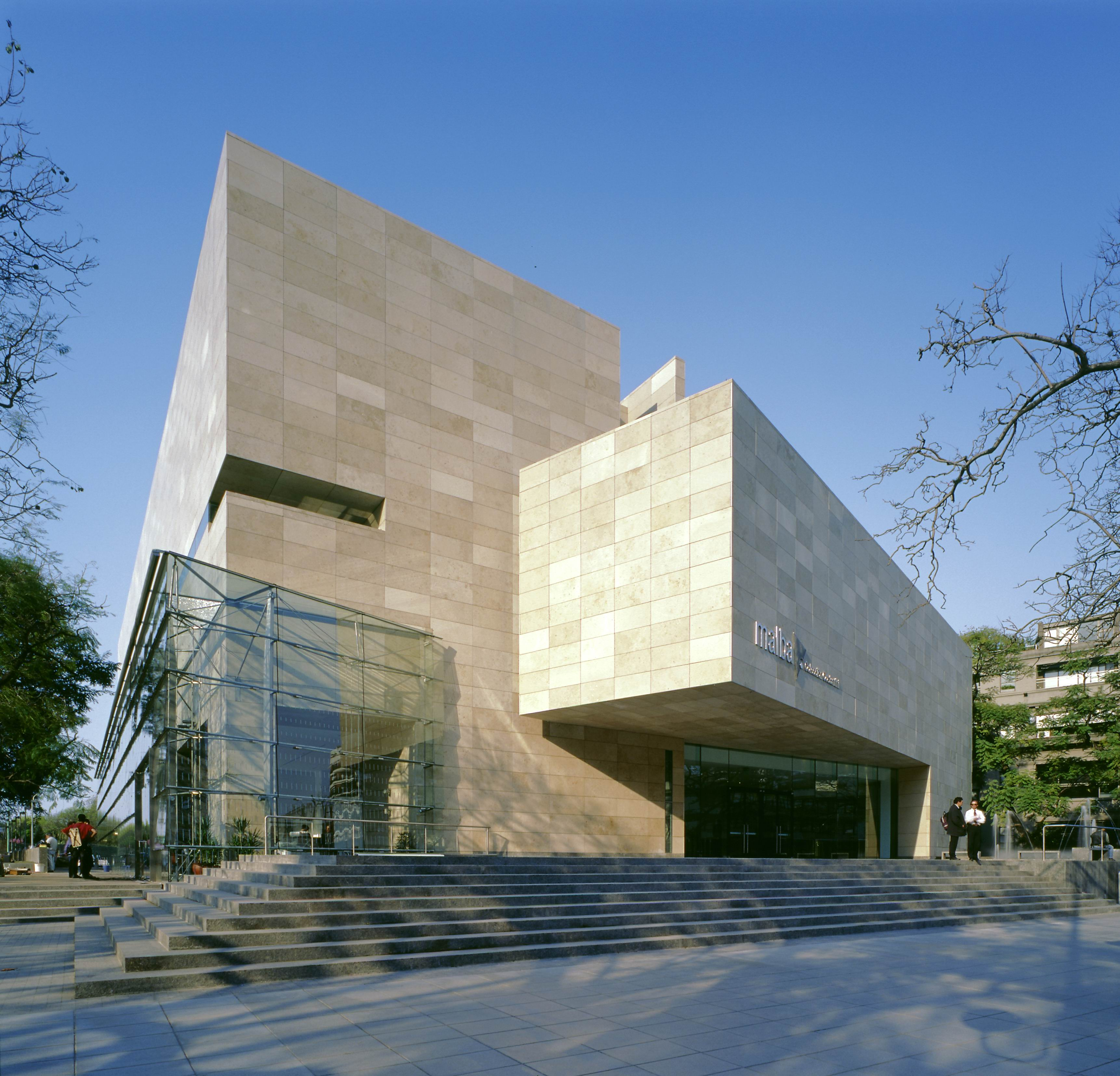
Malba - Milla Museos

Das Museo de Arte Latinoamericano de Buenos Aires (MALBA) ist ein 2001 eröffnetes Kunstmuseum in Buenos Aires. Es befindet sich an der Avenida Figueroa Alcorta im Stadtteil Palermo.

## Geschichte
1996 entschied der Geschäftsmann und Sammler lateinamerikanischer zeitgenössischer Kunst Eduardo F. Costantini, seine wertvolle Sammlung zu bewahren und auszustellen. Zu diesem Zwecke rief er eine Stiftung ins Leben, die den Bau eines Museums plante. Ihm schwebte als Vorbild das von den Rockefellers gegründete Museum of Modern Art (MoMA) in New York vor. Im folgenden Jahr wurde nach Ablauf eines internationalen Wettbewerbs, der von der Union Internationale des Architectes (UIA) in Paris organisiert und im Rahmen der VII. Internationalen Architekturbiennale von Buenos Aires („BA/97“) veranstaltet worden war, das von drei jungen Architekten aus  Córdoba eingereichte Modell ausgezeichnet. Unter den Juroren befanden sich renommierte Architekten wie Norman Foster, César Pelli und Mario Botta. Die bis dahin praktisch unbekannten Gastón Atelman, Martín Fourcade und Alfredo Tapia waren als Architekturbüro „AFT Arquitectos“ aufgetreten. Nach vier Jahren Bauzeit eröffnete das Museum mit der Bezeichnung Museo de Arte Latinoamericano de Buenos Aires im September 2001.
Die Ausstellungsräume sind um eine hohe, stark beleuchtete zentrale Halle angeordnet und miteinander verbunden. In die oberen Geschosse des Gebäudes gelangt man über Rolltreppen oder einen Glasaufzug. Ein großzügiges Auditorium in der unteren Etage bietet Platz für 250 Personen. Für die Begutachtung und Auswahl der Ausstattung, die auf dem neuesten Stand und höchsten technischen Niveau sein sollte, war die Architektengruppe nach Europa und in die USA zu vergleichbaren Museen gereist. Den Grundstock der Kunstobjekte bildete Costantinis Schenkung von mehr als 200 Werken aus ganz Lateinamerika, darunter solche von Frida Kahlo, Diego Rivera, Antonio Berni, Roberto Matta, Wifredo Lam, Guillermo Kuitca und weitere Schlüsselwerke der Avantgarde-Kunst des Kontinents. Schon 2006 sah Gründer Costantini das MALBA bei rund dreieinhalb Millionen Besuchern jährlich an seine Grenzen stoßen. Er beantragte eine Erweiterung, die nach den üblichen formalen Anhörungs- und Genehmigungsdurchgängen sowie der Architektenwahl im Jahr 2011 gebilligt wurde.
Im Mai 2007 wurde das MALBA vom gesetzgebenden Organ der Autonomen Stadt Buenos Aires zum Kulturdenkmal erklärt. 2008 erhielt es den Konex Platin-Preis für Bildende Künste der Konex Stiftung als beste kulturelle Einrichtung. Noch bevor die Ausbaumaßnahmen vonstattengingen, wurde dem Museum auf der Internationalen Architekturbiennale 2012 der sogenannte „Dekadenpreis“ verliehen, eine Auszeichnung, die für Bauten, die auch nach zehn Jahren der Nutzung nichts von ihrer Modernität und Attraktivität verloren haben, vergeben wird. Das Erweiterungsprojekt wurde in die Hände des uruguayischen Architekten Carlos Ott gelegt. Dieser hatte zuvor unter anderem die Pariser Opéra Bastille und die beiden argentinischen Flughäfen Aeropuerto Internacional de Ushuaia Malvinas Argentinas und Aeropuerto Internacional de El Calafate – Comandante Armando Tola gebaut. Auch errichtet er – nach der Erfahrung und dem Erfolg mit dem MALBA in Buenos Aires – das erste Museum für lateinamerikanische Kunst in Uruguay. Die Erweiterung wurde unterirdisch vorgenommen, sodass der Platz vor dem Museum als Grünanlage erhalten blieb. Etwa 500 Quadratmeter der fast 4.000 Quadratmeter umfassenden neugeschaffenen Museumsräumlichkeiten wurden gläsern überdacht, wodurch Ausstellungsstücke auch vom darüber befindlichen öffentlichen Platz gesehen werden können.
Seiner Aufgabe, die lateinamerikanische Kunst vom frühen 20. Jahrhundert bis zur Gegenwart darzustellen, wird das MALBA zum einen durch Zukäufe gerecht. Neben der Beschaffung von beispielsweise älteren Fotografien von Horacio Coppola legen die Verantwortlichen besonderen Wert auf aktuelle Entwicklungen dokumentierende Exponate, wie sie die Videokunst, Installationskunst und Textilkunst bieten. Dabei unterstützen Sammler wie Claudia Caraballo de Quentin, Juan Cambiaso und Ricardo Grüneisen die Belange des Museums. Die Zahl der dem MALBA gehörenden Objekte aus allen Bereichen der Bildenden Kunst beläuft sich auf über 600 und beinhaltet Werke von (um weitere Beispiele zu nennen) Tarsila do Amaral, Pedro Figari, Xul Solar, Emilio Pettoruti, Joaquín Torres García, Emiliano Di Cavalcanti, David Alfaro Siqueiros und Candido Portinari. Diese bilden die Dauerausstellungen, aber es werden auch Wechselausstellungen präsentiert. Eine großangelegte war die 2018/19 gezeigte Pablo-Suárez-Retrospektive mit 100 Gemälden, Zeichnungen und Objekten.
Eigene Publikationen ergänzen die museale Anschaulichmachung künstlerischer Tendenzen, sorgen für eine breitere Kenntnis derselben in der Bevölkerung und leisten Forschungsarbeit. Angeboten werden darüber hinaus Workshops, zum Beispiel Design-Workshops. In den seit der Erweiterung vorhandenen verschiedenartigen Auditorien werden Filmzyklen gezeigt sowie Seminare, Kurse, Buchpräsentationen, Vortragsabende etc. veranstaltet. Das umfangreiche Bildungsprogramm richtet sich dabei an unterschiedliche Zielgruppen. Das MALBA ist als aktives Zentrum der künstlerischen und kulturellen Verbreitung in Buenos Aires nicht mehr wegzudenken.